# Miniyamba
|  | Denne artikel er oprettet af botten PalnaBot ud fra en ekstern database. Den kan derfor have sproglige fejl eller mangler. Denne skabelon kan fjernes efter kontrol af indholdet. |

Miniyamba er en animationsfilm instrueret af Luc Perez efter manuskript af Michel Fessler, Luc Perez.

## Handling
Som tusinder af andre, der hver dag forlader deres hjemland, har Abdu, en ung mand fra Mali, besluttet sig for at prøve lykken i Europa. En rejse fra Niger til Barcelona gennem den spanske enklave, Ceutas pigtråd, som sidste forhindring på Afrikas jord. Migranternes drømme konfronteres med livets hårde realiteter og i det fjerne skimtes lyset over Vesteuropa...